# Jonas Wind
Jonas Older Wind (ur. 7 lutego 1999 w Kopenhadze) – duński piłkarz, grający na pozycji napastnika w niemieckim klubie VfL Wolfsburg oraz reprezentacji Danii. Uczestnik Mistrzostw Europy 2020 i 2024. Został powołany również na Mistrzostwa Świata 2022, jednak nie wystąpił w żadnym meczu.

## Kariera klubowa
Wind grał w młodzieżowych drużynach Avedøre IF, Rosenhøj BK oraz FC København. W styczniu 2018 został włączony do pierwszej drużyny FC København. Zadebiutował w niej 22 lutego 2018 w przegranym 0:1 spotkaniu Ligi Europy z Atlético Madryt. W Superligaen swój pierwszy mecz rozegrał sześć dni później z Hobro IK (2:0). Pierwszą bramkę w tych rozgrywkach strzelił 18 kwietnia 2018 w wygranym 2:1 meczu z Aalborg BK. W styczniu 2019 podpisał nowy kontrakt z FC København, obowiązujący do końca 2023. W sezonie 2018/2019 zdobył mistrzostwo Danii. 
W pierwszych pięciu spotkaniach ligi duńskiej sezonu 2019/2020 zdobył 5 bramek. Podczas jednego z treningów w sierpniu 2019 doznał kontuzji. Do gry powrócił w czerwcu 2020. 5 sierpnia 2020 w rewanżowym spotkaniu 1/8 finału Ligi Europy z İstanbul Başakşehir (3:0) zdobył dwie bramki, zapewniając drużynie z Kopenhagi ćwierćfinał tych rozgrywek. We wrześniu 2020 przedłużył swój kontrakt do końca 2025. W sezonie 2020/2021 zdobył 15 bramek w rozgrywkach Superligaen. Łącznie w barwach FC København rozegrał 88 spotkań ligowych i strzelił w nich 36 goli.
31 stycznia 2022 Wind został zawodnikiem VfL Wolfsburg, z którym podpisał kontrakt do 2026. W Bundeslidze zadebiutował 6 lutego 2022 w wygranym 4:1 meczu z Greuther Fürth. Pierwszą bramkę w lidze niemieckiej zdobył 19 lutego 2022 w przegranym 1:2 spotkaniu z Hoffenheim.

## Kariera reprezentacyjna
Karierę reprezentacyjną rozpoczął w 2015 w reprezentacji Danii do lat 17. W kadrze do lat 19 w 9 spotkaniach zdobył 8 bramek. W 2019 został powołany na mistrzostwa Europy do lat 21, na których 3 mecze. 
W seniorskiej reprezentacji zadebiutował 7 października 2020 w wygranym 4:0 meczu towarzyskim z Wyspami Owczymi. W 72. minucie tego spotkania zmienił Christiana Eriksena. Pierwszego gola w reprezentacji strzelił 11 listopada 2020 w wygranym 2:0 meczu ze Szwecją. Było to drugie spotkanie Winda w duńskiej kadrze narodowej. W 2021 został powołany na Euro 2020, a rok później znalazł się w kadrze na mistrzostwa świata. W 2024 otrzymał powołanie na Euro 2024.

## Statystyki

### Klubowe
Stan na 3 czerwca 2025
| Sezon   | Klub          | Kraj   | Rozgrywki   | Mecze | Bramki | Rozgrywki Europy                     | Mecze | Bramki |
| ------- | ------------- | ------ | ----------- | ----- | ------ | ------------------------------------ | ----- | ------ |
| 2017/18 | FC København  | Dania  | Superligaen | 10    | 2      | Liga Europy UEFA                     | 1     | 0      |
| 2018/19 | FC København  | Dania  | Superligaen | 21    | 6      | Liga Europy UEFA                     | 2     | 0      |
| 2019/20 | FC København  | Dania  | Superligaen | 13    | 7      | Liga Mistrzów UEFA, Liga Europy UEFA | 6     | 3      |
| 2020/21 | FC København  | Dania  | Superligaen | 28    | 15     | Liga Europy UEFA                     | 3     | 2      |
| 2021/22 | FC København  | Dania  | Superligaen | 16    | 6      | Liga Konferencji Europy UEFA         | 11    | 5      |
| 2021/22 | VfL Wolfsburg | Niemcy | Bundesliga  | 14    | 5      | –                                    | –     | –      |
| 2022/23 | VfL Wolfsburg | Niemcy | Bundesliga  | 24    | 6      | –                                    | –     | –      |
| 2023/24 | VfL Wolfsburg | Niemcy | Bundesliga  | 34    | 11     | –                                    | –     | –      |
| 2024/25 | VfL Wolfsburg | Niemcy | Bundesliga  | 31    | 9      | –                                    | –     | –      |

### Reprezentacyjne
Stan na 3 czerwca 2025
| Mecze i gole w reprezentacji | Mecze i gole w reprezentacji | Mecze i gole w reprezentacji | Mecze i gole w reprezentacji | Mecze i gole w reprezentacji | Mecze i gole w reprezentacji | Mecze i gole w reprezentacji |
| Dania                        | Dania                        | Dania                        | Dania                        | Dania                        | Dania                        | Dania                        |
| Lp.                          | Data                         | Miejsce                      | Przeciwnik                   | Wynik                        | Gol                          | Rozgrywki                    |
| ---------------------------- | ---------------------------- | ---------------------------- | ---------------------------- | ---------------------------- | ---------------------------- | ---------------------------- |
| 1.                           | 07.10.2020                   | Herning, Dania               | Wyspy Owcze                  | 4:0                          |                              | towarzyski                   |
| 2.                           | 11.11.2020                   | Brøndbyvester, Dania         | Szwecja                      | 2:0                          | Gol                          | towarzyski                   |
| 3.                           | 15.11.2020                   | Kopenhaga, Dania             | Islandia                     | 2:1                          |                              | LN 2020/2021                 |
| 4.                           | 18.11.2020                   | Leuven, Belgia               | Belgia                       | 2:4                          | Gol                          | LN 2020/2021                 |
| 5.                           | 25.03.2021                   | Tel Awiw, Izrael             | Izrael                       | 2:0                          | Gol                          | el. MŚ 2022                  |
| 6.                           | 31.03.2021                   | Wiedeń, Austria              | Austria                      | 4:0                          |                              | el. MŚ 2022                  |
| 7.                           | 06.06.2021                   | Brøndbyvester, Dania         | Bośnia i Hercegowina         | 2:0                          |                              | towarzyski                   |
| 8.                           | 12.06.2021                   | Kopenhaga, Dania             | Finlandia                    | 0:1                          |                              | Euro 2020                    |
| 9.                           | 07.07.2021                   | Londyn, Anglia               | Anglia                       | 1:2                          |                              | Euro 2020                    |
| 10.                          | 01.09.2021                   | Kopenhaga, Dania             | Szkocja                      | 2:0                          |                              | el. MŚ 2022                  |
| 11.                          | 04.09.2021                   | Thorshavn, Wyspy Owcze       | Wyspy Owcze                  | 1:0                          | Gol                          | el. MŚ 2022                  |
| 12.                          | 07.09.2021                   | Kopenhaga, Dania             | Izrael                       | 5:0                          |                              | el. MŚ 2022                  |
| 13.                          | 26.03.2022                   | Amsterdam, Holandia          | Holandia                     | 2:4                          |                              | towarzyski                   |
| 14.                          | 10.06.2022                   | Kopenhaga, Dania             | Chorwacja                    | 0:1                          |                              | LN 2022/2023                 |
| 15.                          | 13.06.2022                   | Kopenhaga, Dania             | Austria                      | 2:0                          | Gol                          | LN 2022/2023                 |
| 16.                          | 23.03.2023                   | Kopenhaga, Dania             | Finlandia                    | 3:1                          |                              | el. ME 2024                  |
| 17.                          | 26.03.2023                   | Astana, Kazachstan           | Kazachstan                   | 2:3                          |                              | el. ME 2024                  |
| 18.                          | 16.06.2023                   | Kopenhaga, Dania             | Irlandia Północna            | 1:0                          | Gol                          | el. ME 2024                  |
| 19.                          | 19.06.2023                   | Lublana, Słowenia            | Słowenia                     | 1:1                          |                              | el. ME 2024                  |
| 20.                          | 07.09.2023                   | Kopenhaga, Dania             | San Marino                   | 4:0                          | Gol                          | el. ME 2024                  |
| 21.                          | 10.09.2023                   | Helsinki, Finlandia          | Finlandia                    | 1:0                          |                              | el. ME 2024                  |
| 22.                          | 14.10.2023                   | Kopenhaga, Dania             | Kazachstan                   | 3:1                          | Gol                          | el. ME 2024                  |
| 23.                          | 17.10.2023                   | Serravalle, San Marino       | San Marino                   | 2:1                          |                              | el. ME 2024                  |
| 24.                          | 17.11.2023                   | Kopenhaga, Dania             | Słowenia                     | 2:1                          |                              | el. ME 2024                  |
| 25.                          | 20.11.2023                   | Belfast, Irlandia Północna   | Irlandia Północna            | 0:2                          |                              | el. ME 2024                  |
| 26.                          | 23.03.2024                   | Kopenhaga, Dania             | Szwajcaria                   | 0:0                          |                              | towarzyski                   |
| 27.                          | 05.06.2024                   | Kopenhaga, Dania             | Szwecja                      | 2:1                          |                              | towarzyski                   |
| 28.                          | 16.06.2024                   | Stuttgart, Niemcy            | Słowenia                     | 1:1                          |                              | Euro 2024                    |
| 29.                          | 20.06.2024                   | Frankfurt, Niemcy            | Anglia                       | 1:1                          |                              | Euro 2024                    |
| 30.                          | 25.06.2024                   | Monachium, Niemcy            | Serbia                       | 0:0                          |                              | Euro 2024                    |
| 31.                          | 29.06.2024                   | Dortmund, Niemcy             | Niemcy                       | 0:2                          |                              | Euro 2024                    |
| 32.                          | 05.09.2024                   | Kopenhaga, Dania             | Szwajcaria                   | 2:0                          |                              | LN 2024/2025                 |
| 33.                          | 08.09.2024                   | Kopenhaga, Dania             | Serbia                       | 2:0                          |                              | LN 2024/2025                 |
| 34.                          | 15.10.2024                   | St. Gallen, Szwajcaria       | Szwajcaria                   | 2:2                          |                              | LN 2024/2025                 |
| 35.                          | 20.03.2025                   | Kopenhaga, Dania             | Portugalia                   | 1:0                          |                              | LN 2024/2025                 |

## Sukcesy
FC København
- Mistrzostwo Danii: 2018/2019, 2021/2022

Indywidualne
- Duński Talent Roku: 2020[19]

## Życie prywatne
Syn Pera Winda, wieloletniego bramkarza Boldklubben Frem. W latach 1999–2013 był trenerem bramkarzy w FC København, a w latach 2013–2022 kierownikiem drużyny w tym samym klubie.